# Radosław Baran (zapaśnik)
Radosław Baran (ur. 5 listopada 1989) – polski zapaśnik rywalizujący w stylu wolnym. Trzykrotny medalista wojskowych mistrzostw świata. Wielokrotny medalista mistrzostw Polski. Żołnierz Wojska Polskiego.

## Życiorys
Baran uprawia zapasy od 1999 roku. Na arenie międzynarodowej zadebiutował w 2006 roku, zajmując 12. pozycję w mistrzostwach Europy kadetów (kat. 76 kg).
Pięciokrotnie uczestniczył w mistrzostwach świata, plasując się kolejno na 25. (2009), 12. (2010) i 13. (2011; wszystkie w kat. 96 kg) oraz na 14. (2014) i 19. (2015) pozycji (oba starty w kat. 97 kg). Trzykrotnie brał udział w mistrzostwach Europy – w 2010 i 2012 roku był 5. w kat. 96 kg, a w 2016 roku 7. w kat. 97 kg. W 2015 roku zajął także 5. miejsce w igrzyskach europejskich (kat. 97 kg).
W swojej karierze trzykrotnie zdobywał medale wojskowych mistrzostw świata – w 2013 roku srebro w kategorii 96 kg, a w 2010 w tej samej kategorii i w 2014 w kategorii 125 kg stawał na najniższym stopniu podium.
W kwietniu 2016 roku, dzięki awansowi do finału europejskiego turnieju kwalifikacyjnego w Zrenjaninie, zakwalifikował się udziału w Letnich Igrzyskach Olimpijskich 2016 w kat. 97 kg (ostatecznie turniej ten wygrał).
Na igrzyskach zajął trzynaste miejsce w kategorii 97 kg. Siódmy w indywidualnym Pucharze Świata w 2020.
Baran wielokrotnie zdobywał medale mistrzostw Polski.
Jego brat – Robert Baran również uprawia zapasy.